# Мурашниця рудощока
Мурашниця рудощока (Grallaria erythrotis) — вид горобцеподібних птахів родини Grallariidae.

## Поширення
Ендемік Болівії. Його природні місця проживання — субтропічні або тропічні вологі гірські ліси та сильно деградовані колишні ліси на висоті від 1700 до 3300 м.

## Опис
Птах завдовжки 18,5 см і вагою 61,2 г. Верхня частина тіла і хвіст від оливково-сірого до оливково-коричневого кольору. Його очі, обличчя та бічна частина шиї помаранчево-руді. Горло і живіт білі, грудка помаранчево-руда з ледь помітними білими прожилками.